# William Dozier
Pour les articles homonymes, voir Dozier.
William Dozier est un acteur et producteur américain, né le 13 février 1908 à Omaha, Nebraska (États-Unis) et mort le 23 avril 1991 à Santa Monica (États-Unis).

## Biographie
Il est le deuxième mari de Joan Fontaine dont il a une fille, Deborah Leslie.
Dozier a étudié le droit à l’université Creighton en 1929. Avec Joan Fontaine, il fonde Rampart Prods, qui produit Lettre d'une inconnue (1948), librement inspiré d'une nouvelle de S. Zweig, et Harriet Craig. Au début des années 1950, il produit diverses séries dramatiques pour CBS : You Are There, Ben Hecht's Tales of the City ou Suspense.
Mais il reste dans les mémoires comme le narrateur de la série télévisée Batman (1966–1968), bien qu'il n'en soit crédité au générique que comme le producteur ; pour cette série, il recrute Adam West et crée le personnage de la Batgirl, qui sera repris dans la bande dessinée. Il fut aussi le narrateur de la série Le Frelon vert, avec Van Williams et Bruce Lee. Dozier fit des bouts d'essais pour une version (restée inédite) de Wonder Woman en 1967.
En 1979, Dozier réapparaît sur le petit écran dans l'adaptation télé de La Chasse aux diplômes dans le rôle de Lindsey (épisode 22 de la première saison : "Scavenger Hunt").

## Filmographie

### comme acteur
- 1966 : Batman : Narrator (voix)
- 1967 : Batgirl (TV) : Narrator
- 1967 : Wonder Woman: Who's Afraid of Diana Prince? (TV) : Narrator
- 1975 : Guilty or Innocent: The Sam Sheppard Murder Case (TV) : Dr. Richard Sheppard, Sr.
- 1977 : The Amazing Howard Hughes (TV) : Sen. Ferguson
- 1977 : Mission to Glory: A True Story
- 1978 : Evening in Byzantium (TV) : William Bast
- 1979 : Crisis in Mid-Air (en) (TV) : Chairman
- 1980 : American Gigolo (American Gigolo) : Michelle's Lawyer
- 1980 : Guyana Tragedy: The Story of Jim Jones (TV) : Mr. Caldwell
- 1982 : Une affaire d'enfer (Not Just Another Affair) (TV) : Julius Thompkins

### comme producteur
- 1944 : Une heure avant l'aube de Frank Tuttle
- 1948 : Lettre d'une inconnue (Letter from an Unknown Woman) de Max Ophüls
- 1948 : L'Extravagante Mlle Dee (You Gotta Stay Happy)
- 1950 : Danger (série TV)
- 1950 : La Perfide (Harriet Craig)
- 1951 : Two of a Kind
- 1952 : Parade of Stars Auto Show (TV)
- 1953 : Rod Brown of the Rocket Rangers (série TV)
- 1953 : Pentagon U.S.A. (série TV)
- 1958 : Les Feux du théâtre (Stage Struck)
- 1965 : The Loner (en) (série TV)
- 1966 : Batman
- 1966 : The Tammy Grimes Show (série TV)
- 1967 : Dick Tracy (TV)
- 1967 : Wonder Woman: Who's Afraid of Diana Prince? (TV)
- 1969 : Une si belle garce (The Big Bounce)